# Isabel (IT)
Isabel NV is een Belgisch softwarebedrijf dat zich richt op het betalingsverkeer van de bankensector. Daarnaast ontwikkelt het bedrijf Zoomit.
Isabel werd opgericht in 1995 met vier in België actieve banken als aandeelhouders: BNP Paribas Fortis, Belfius, ING Bank en KBC. Het doel was om te komen tot een gemeenschappelijk platform voor elektronische betalingen. In 2007 breidde Isabel uit naar het buitenland door acht Luxemburgse banken van software te voorzien. In datzelfde jaar werd Zoomit uitgerold, waarmee bedrijven facturen en loonbrieven elektronisch kunnen verzenden en de ontvangers deze kunnen bekijken.
In 2021 nam Isabel een aandeel in Doccle.
Tot de gebruikers van de software van Isabel behoren - naast de vier aandeelhouders - onder andere ABN AMRO, Argenta, Banco Bilbao Vizcaya Argentaria, Bpost Bank, Commerzbank, Deutsche Bank, Mizuho, MUFG, Rabobank, Société Générale en Western Union.
Het bedrijf geeft in 2022 aan dat er 90.000 bedrijfsklanten zijn jaarlijks die goed zijn voor 450 miljoen transacties en 72 miljoen facturen.

## Software
De software richt zich op het vereenvoudigen van de afhandeling van bankzaken door zakelijke klanten. Bij de oprichting van Isabel was standaardisatie een hoofddoel, zodat de deelnemende banken eenzelfde soort interface bieden aan hun klanten en het dus eenvoudiger is om van bank te wisselen. Ook maakt het de beveiliging van de software eenduidiger voor de gebruikers, onder andere middels het installeren van beveiligingscomponenten, het gebruik van een smartcard en het toevoegen van het Isabel Beveiligingscertificaat.
Isabel is geen gebruikersomgeving maar de achterliggende software die zowel online als offline dient geïntegreerd te worden in de reeds bestaande bankomgeving door de bank die het wil aanbieden.
Anno 2022 wordt gebruik gemaakt van Isabel 6. 